# Le Favril (Eure)
Le Favril é uma comuna francesa na região administrativa da Normandia, no departamento de Eure. Estende-se por uma área de 4,03 km². Em 2010 a comuna tinha 170 habitantes (densidade: 42,2 hab./km²).